# Bombardement de Tripoli (1728)
Pour les articles homonymes, voir Bombardement de Tripoli.
Le bombardement de Tripoli de Barbarie est une opération militaire du royaume de France qui a lieu entre le 20 juillet et le 27 juillet 1728 contre la ville actuelle de Tripoli, en Libye.
Après être parue devant Tunis qui s'est immédiatement soumise, une flotte française commandée par le chef d'escadre M. de Granpré se présente devant Tripoli de Barbarie. Devant le refus du pacha de se soumettre à son tour, la flotte française bombarde la ville pendant six nuits en causant de grandes destructions. Cette victoire française n'est cependant pas exploitée faute de débarquement de troupes à terre.

## Contexte
En 1685, une expédition avait déjà eu lieu contre Tunis et Tripoli ; son objet était alors d'obliger ces deux villes à respecter les engagements conclus avec le Roi en leur faisant sentir la supériorité des forces françaises. 
Après les traités de paix qu'ils avaient passé avec l'Autriche, les corsaires barbaresque de Tripoli et de Tunis laissent les bâtiments de commerce italien dans une tranquillité relative et se tournent vers les navires français, en contravention aux termes du traité de 1720. En 1725 et 1727, des escadres françaises font deux démonstrations navales, mais le pacha tripolitain Ahmed Karamanli était connu pour ne pas tenir sa parole. Il en allait de même avec Tunis. 
Reynaud, un officier de marine français, qui avait été captif à Tunis et avait été affecté au service du Bey de Tunis, réussit à s'enfuir et à regagner la France. Apprenant que le gouvernement s'apprêtait à agir, il adresse de Toulon le 23 septembre 1727 un projet de bombardement des ports tunisiens : Bizerte, Porto Farina, Sousse et Sfax.
Le comte de Maurepas, Secrétaire d’État de la Marine ordonne l'armement d'une nouvelle escadre dont il confie le commandement au chef d'escadre, M. de Granpré.

## La campagne de l'été 1728

### Le départ de la flotte et la soumission de Tunis
Le 19 juillet 1728, une flotte de deux vaisseaux de ligne le Saint-Esprit et le Léopard, de trois frégates le Tigre, l'Alcyon, le Grafton et l'Astrée, de la flûte la Seine, de trois galiotes à bombes et de deux galères commandées par le ², quitte le port de Toulon. Les instructions de cet officier lui prescrivaient de se présenter devant Tunis et Tripoli et de leur imposer, sous peine de bombardement, des réparations, des promesses solennelles et un acte de soumission public envers la France.
La flotte française vient s'embosser devant La Goulette, le port de Tunis, et la ville s'empressent de traiter. Le bey et son conseil acceptent toutes les exigences françaises, la restitution des Français enlevés (même sous pavillon neutre), la délivrance, à titre de satisfaction, de 20 autres esclaves européens, le paiement d'une indemnité et l'envoi d'une ambassade solennelle pour demander pardon au Roi. La paix est rétablie à ces conditions. L'escadre se dirige alors vers Tripoli.

### Le bombardement de Tripoli (20-27 juillet)
Entourée par le désert, plus encore que Tunis, la ville de Tripoli trouvait dans la mer seule sa richesse et est alors considérée comme un « nid de pirates ». Son gouvernement se compose d'un pacha nommé par l'Empire ottoman, d'un bey désigné par les principaux chefs de la milice et de ces officiers eux-mêmes. L'ensemble de ces autorités gouvernent la régence de Tripoli, province plus ou moins autonome de la Sublime Porte. En arrivant sur place, M. de Grandpré ouvre des pourparlers avec Ahmed Karamanli — qui occupe alors les fonctions de pacha et de bay — par l'intermédiaire du consul de France, mais ceux-ci n'aboutissent pas. Pour faciliter les négociations, de Granpré offre d'envoyer à terre l'un de ses officiers, si le bey consent à livrer son propre fils en otage. Cette offre est déclinée et le bey fait transmettre au commandant français le message suivant : « Nous ne craignons par les bombes et  nous n'avons pas d'argent à donner ; si les Français veulent la guerre, nous l'acceptons volontiers ; une fois allumée, elle sera éternelle. »
Malgré cette arrogance, M. de Grandpré hésite encore à ouvrir le feu, car les ordres du ministre lui recommandaient de n'employer la force qu'en cas de nécessité absolue. Cependant, des mouvements de troupes sont observés à terre, sur les remparts et dans les forts ; des coups de feu sont tirés et la ville s'apprête au combat. 
Poussé par ses officiers et conforté par des conditions favorables (un temps clair, une mer calme), de Granpré se résout à bombarder la ville. Pendant une semaine, les galiotes à bombes viennent chaque soir s'embosser à portée de fusil du rivage et bombardent la ville jusqu'au matin. Quelque 1 800 bombes sont lancées et 780 maisons détruites. Tripoli est presque détruit mais ses habitants ne s'avouent pas vaincus. Les provisions de bombes lirait à sa fin, comme d'autre part les vaisseaux ne portaient point de troupes qu'ils pussent mettre à terre, comme enfin le vent s'élevait et menaçait de rendre notre situation critique devant une côte hérissée de récifs, force fut à l'escadre de rapporter en France la réponse hautaine des corsaires. 

## Une victoire sans lendemain
Une fois de plus, la France reconnaît l'inutilité des bombardements non suivis de descente et songe à des mesures plus efficaces. L'hiver de 1728 à 1729 est employé en préparatifs pour un nouvel armement, plus formidable que le précédent. Une animation extraordinaire règne dans l'arsenal de Toulon ; on y réunit les moyens d'occuper temporairement Tripoli et de combler l'entrée de son port ; ou voulait en finir avec ses pirates en les murant dans leur repaire. L'exécution devait commencer au printemps, mais l'Empire ottoman fait savoir sa ferme opposition à ces plans et le gouvernement français finit par y renoncer.

### Sources et bibliographie
- Albert Vandal, Une ambassade française en Orient sous Louis XV : la mission du marquis de Villeneuve 1728-1741, E. Plon, Nourrit, 1887, 461 pages, [lire en ligne], p. 96 et suiv.
- Nora Lafi, Une ville du Maghreb entre ancien régime et réformes ottomanes : genèse des institutions municipales à Tripoli de Barbarie, 1795-1911, Paris Tunis, L'Harmattan, coll. « Villes, histoire, culture, société », 2002, 305 p. (ISBN 978-2-747-52616-6, lire en ligne)
- Michel Vergé-Franceschi (dir.), Dictionnaire d'Histoire maritime, éditions Robert Laffont, coll. « Bouquins », 2002
- Jean Meyer et Martine Acerra, Histoire de la marine française : des origines à nos jours, Rennes, Ouest-France, 1994, 427 p. [détail de l’édition] (ISBN 2-7373-1129-2, BNF 35734655)
- Rémi Monaque, Une histoire de la marine de guerre française, Paris, éditions Perrin, 2016, 526 p. (ISBN 978-2-262-03715-4)
- Georges Lacour-Gayet, La Marine militaire de la France sous le règne de Louis XV, Honoré Champion éditeur, 1902, édition revue et augmentée en 1910 (lire en ligne)